# Пам'ятник учасникам антибільшовицького повстання в Легедзиному
«Учасникам антибільшовицького повстання в Легедзині» — український військовий пам'ятник у селі с. Легедзине Тальнівського району Черкаської області присвячений борцям за незалежність України — учасникам Легедзинського повстання 1920 року.

## Ідея пам'ятника
Ідея будівництва пам'ятника виникла влітку 2010 року, під час проведення щорічної толоки в Легедзиному. Вона сподобалася Миколі Теліженку, тож він відразу запропонував концепцію. Пам'ятник, як древо життя. А воно в українців переважно зображувалося на рушниках. Тому пам'ятник — це чотири рушники, які моляться за цих загиблих людей, а вгорі знаходиться знак вічного руху. Борони директор музею Владислав Чабанюк зібрав серед місцевого люду. Над скульптурою він працював близько двох місяців. Мав помічника, співавтора — скульптора з села Моринці Юрка Олійника. На кожному «рушникові» автори пам'ятника викарбували важливі віхи історії України — трипільську добу, княжу добу, козацький період і період початку XX століття.

## Відкриття
8 листопада 2010 року відбулось урочисте відкриття пам'ятника учасникам антибільшовицького повстання. Ідея вшанувати борців за волю України належала директорові заповідника «Трипільська культура» Владиславу Чабанюку та Сергію і Валерію Афанасьєвим, правнукам учасника повстання Івана Калениковича Павленка. Внаслідок їхніх зусиль та зусиль багатьох легедзинців 7 листопада 2010 в селі постав прекрасний монумент борцям за волю України роботи заслуженого художника України Миколи Теліженка. Пам'ятник зроблено з інкерманського вапняка, його розмір — 100 см на 100 см і на 250 см, вага — 5 т.
Участь в урочистостях взяли народний депутат України Олесь Доній, заступник голови Національної спілки письменників України Василь Шкляр, президент Історичного клубу «Холодний Яр» Роман Коваль, директор Тальнівського районного музею хліборобства Вадим Мицик, народний художник України, лауреат Національної премії ім. Тараса Шевченка Володимир Прядка; кобзарі Михайло Коваль і Тарас Силенко, лірник Сашко (Олександр Власюк), лідер рок-гурт «Тінь Сонця» Сергій Василюк, лідер гурту «Тартак» Сашко Положинський, лідер гурту «Вертеп» з Дніпропетровська Тимофій Хомяк, поет Артем Полежака, журналісти Ростислав Мартинюк та Олександр Піддубний, правозахисник Євген Дикий та інші достойники. Радували співом гурти «Гуляйгород», «Хорея козацька» і «Тарута». Вела мітинг старший співробітник музею Трипільської культури Ніна Сесь.
Промовляли Владислав Чабанюк, Сергій Афанасьєв, Микола Теліженко, краєзнавець Олег Шатайло, історик Олександр Палій та голова Тальнівської районної ради Валентин Янішевський. Письменник Василь Шкляр висловив надію, що читачі його роману «Чорний Ворон», як колись й читачі творів Тараса Шевченка та Юрія Горліса-Горського, стануть на захист своєї Батьківщини.

## Відомі люди про подію

### Сашко Положинський
|  | А сьогодні приїхав якось так несподівано. Мене запросили, але я вчора тільки приїхав до Києва і думав, що не поїду, проте зранку прокинувся із бажанням кудись помандрувати. Не пошкодував. Але з іншого боку, трошки прикро, що я сюди мав із іншими цілями приїхати, а сьогодні тут атмосфера не та, до якої я себе морально готував. Такі ініціативи з одного боку тішать, а з іншого боку – це таке собі продовження отієї отаманщини, яка свого часу зіграла досить важливу роль в історії України. З одного боку, вона ніби то дала привід пишатися своїми героями, а з іншого боку – завадила нам збудувати свою Українську державу. Сьогодні ми говоримо про це повстання – дійсно, у 1918 році селяни не виступали проти радянської влади, у 1919 році, коли тут, можливо, не в самому селі, але точно в районі Тального, українська армія тримала фронт, не захотіли селяни підтримати армію. І є така інформація, що вони взагалі не дуже охоче йшли в армію, а якщо й ішли, то це були якісь юнаки-добровольці, тоді як армія потребувала саме досвідчених вояків, які пройшли імперіалістичну війну, які ховали зброю по стріхах – отакі потрібні були вояки – навчені й озброєні. А їх у 1919 році не було. Натомість, у 1920 році, коли вони вже все зрозуміли, було пізно. Їх, фактично, поодинці перебили. Щодо пам’ятника, то він мені сподобався. Гарний. Але знову ж таки – те, що на пам’ятнику борони – це дуже символічно. Там має як мінімум кулемет «Максим» стояти. Бо наші вороги понаставляли по всій Україні пам’ятників з танками, гарматами, ракетами та літаками, а ми ставимо пам’ятники з боронами. Причому, це пам’ятник не трударю чи хліборобу, а людям, які боронили землю боронами. Борона – не тому, що вона боронить і захищає, а тому, що боронить і вирощує. |

### Лірник Сашко
|  | Ці люди знали, що загинуть, проте повстали. Борони виклали! Я б не додумався. І кожен зубець у цій бороні – це як цвях для ворога. Тим більше таких борон буде, тим скоріше Україна звільниться. Перші кроки заклади ці повстанці, другі – ми трохи допомогли, а далі вже будуть іти наші діти, які виростуть справжніми українцями. Ми вже закінчуємо фільм про Чорного Козака, а наступний фільм, я думаю, буде про повстання у Легедзиному. Бо нам є чим пишатися. |